# MECR

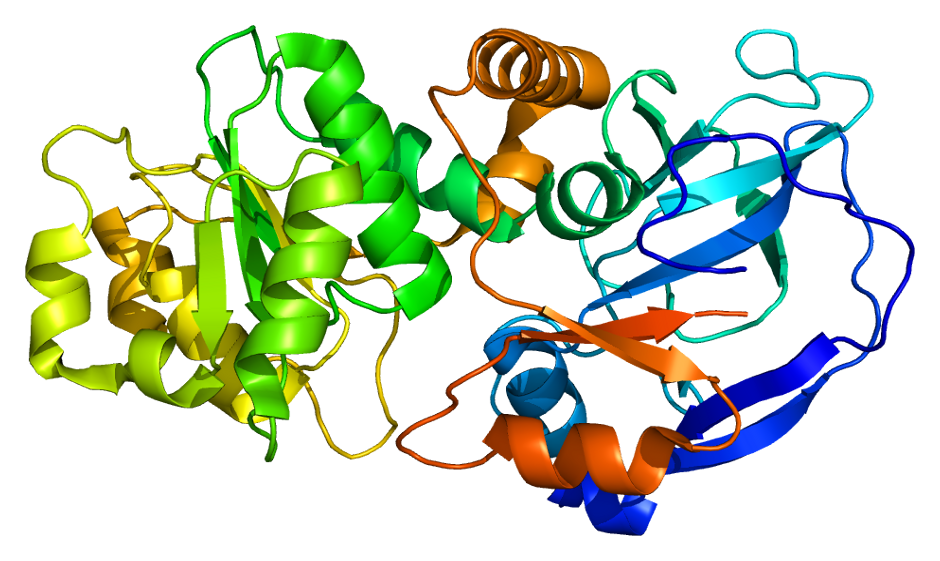
MECR

Trans-2-Enoyl-CoA-Reduktase, mitochondrial ist ein Enzym, das beim Menschen durch das Gen MECR kodiert wird.

## Struktur
Das Gen MECR befindet sich auf dem Chromosom 1, wobei seine spezifische Position 1p35.3 ist. Das Gen enthält 15 Exons. MECR kodiert ein 21,2 kDa großes Protein, das aus 189 Aminosäuren besteht; 10 Peptide wurden durch Massenspektrometriedaten beobachtet.

## Funktion

Der mtFAS-Pfad und MECR, das den letzten Reduktionsschritt katalysiert.

Das von MECR kodierte Protein ist eine Oxidoreduktase, die den letzten Schritt der mitochondrialen Fettsäuresynthese (mtFAS) katalysiert. MECR reduziert trans-2-Enoyl-ACP zu Acyl-ACP unter Verwendung von NADPH als Reduktionsmittel. Das resultierende gesättigte Acyl-ACP kann dann wieder in den mtFAS-Zyklus zur weiteren Kettenverlängerung eintreten. Die Reaktion lässt sich durch die folgende Gleichung zusammenfassen:
trans-2-Enoyl-ACP + NADPH + H+ → Acyl-ACP + NADP+
Der mtFAS-Stoffwechselweg ist wichtig für die Produktion von Octanoyl-ACP, das zur Synthese von Liponsäure verwendet wird, die für den aeroben Stoffwechsel unerlässlich ist.
Ein Purkinjezellen-spezifischer Knock-out des Mecr-Gens in Mäusen führt zu Neurodegeneration.

## Klinische Relevanz
Genetische Mutationen im Gen MECR wurden als Ursache der mitochondrialen Enoyl-CoA-Reduktase-Protein-assoziierten Neurodegeneration (MEPAN-Syndrom) vermutet, einer neurometabolischen Erkrankung beim Menschen, die mit Störungen im mitochondrialen Fettsäuresyntheseweg (mtFAS) einhergeht. Bei MEPAN-Patienten wurden rezessive Mutationen in MECR festgestellt; typischerweise zeigen sie im Kindesalter beginnende Dystonie, Optikusatrophie und Signalveränderungen in den Basalganglien im MRT.

## Weitere Literatur
- Torkko JM, Koivuranta KT, Miinalainen IJ, Yagi AI, Schmitz W, Kastaniotis AJ, Airenne TT, Gurvitz A, Hiltunen KJ: Candida tropicalis Etr1p and Saccharomyces cerevisiae Ybr026p (Mrf1'p), 2-enoyl thioester reductases essential for mitochondrial respiratory competence. In: Molecular and Cellular Biology. 21. Jahrgang, Nr. 18, September 2001, S. 6243–53, doi:10.1128/MCB.21.18.6243-6253.2001, PMID 11509667, PMC 87346 (freier Volltext) – (englisch).
- Maruyama K, Sugano S: Oligo-capping: a simple method to replace the cap structure of eukaryotic mRNAs with oligoribonucleotides. In: Gene. 138. Jahrgang, Nr. 1–2, Januar 1994, S. 171–4, doi:10.1016/0378-1119(94)90802-8, PMID 8125298 (englisch).
- Suzuki Y, Yoshitomo-Nakagawa K, Maruyama K, Suyama A, Sugano S: Construction and characterization of a full length-enriched and a 5'-end-enriched cDNA library. In: Gene. 200. Jahrgang, Nr. 1–2, Oktober 1997, S. 149–56, doi:10.1016/S0378-1119(97)00411-3, PMID 9373149 (englisch).
- Lai CH, Chou CY, Ch'ang LY, Liu CS, Lin W: Identification of novel human genes evolutionarily conserved in Caenorhabditis elegans by comparative proteomics. In: Genome Research. 10. Jahrgang, Nr. 5, Mai 2000, S. 703–13, doi:10.1101/gr.10.5.703, PMID 10810093, PMC 310876 (freier Volltext) – (englisch).